# 庄內町
庄内町（日语：／ Shōnai machi */?）是位於日本山形縣西北部的町，人口數在縣内的町村中排名第二，僅次於高畠町。當地轄區呈南北狹長狀，最上川流經其東北部邊界並往西注入日本海。由於庄内町坐落在庄内地方與最上地方的交會地帶，因此成為庄内地方重要的交通樞紐。 

## 地理
庄内町境內約62%的面積被林野覆蓋，轄區從山形縣的西北部一直延伸到庄内平原的東南部，呈南北狹長狀。北邊為最上川攜帶的泥沙堆積而成的沖積扇，南部則是以靈峰月山為主的山岳、丘陵與山間地帶。發源於月山，被選定為平成名水百選的立谷澤川流經南部地區，並在町內的清川地區與最上川匯流。 

### 氣候
庄内町在氣候上屬於日本海側氣候。受到日本海的影響，當地日溫差較小。全年風向多為東南風或是西北風，冬季則會受到強烈的西北季風吹拂。根據統計，2022年庄内町的年均溫為13.6℃，年降雨量則為1888毫米。平均風速在一年之中有超過60天達到每秒10公尺以上，是日本國內風勢強勁的地區之一。

## 歷史
明治22年(1889年)實施町村制時，當地有余目村、五七里村、大和村、十六合村、榮村、狩川村及立谷澤村7個村莊。明治23年(1890年)，五七里村與八榮里村分村。隔年(1891年)五七里村改稱為常萬村，狩川村也從清川村分村。
大正7年(1918年)，余目村實施町制。昭和12年(1937年)，狩川村實施町制。昭和29年(1954年)10月1日，立谷澤村、清川村與狩川町合併成立川町。同年12月1日，余目町、大和村、十六合村、榮村、常萬村、八榮里村合併成新的余目町。
昭和31年(1956年)1月1日，千本杉與桑田兩個村落從余目町分離，並且併入立川町。平成17年(2005年)7月1日，余目町與立川町合併成現在的庄内町。

## 交通

### 鐵路
境內有東日本旅客鐵道的羽越本線和陸羽西線通過。
- 羽越本線: 北余目站 - 余目站 - 西袋站
- 陸羽西線: 清川站 - 狩川站 - 南野站 - 余目站